# Blues My Naughty Sweetie Gives to Me
Pour les articles homonymes, voir Blues (homonymie).
Clip vidéo
[vidéo] « Sidney Bechet - Blues My Naughty Sweetie Gives To Me », sur YouTube
[vidéo] « Bullets Over Broadway - Blues My Naughty Sweetie Gives to Me », sur YouTube
[vidéo] « Winter Jump 2020 - Saturday Blues My Naughty Sweetie Jam Circle », sur YouTube
Blues My Naughty Sweetie Gives to Me (Le blues que ma bien-aimée me cause, en anglais) est un standard de jazz-jazz blues-jazz Nouvelle-Orléans-hot jazz, composé et écrit en 1919 par Charles McCarron (en), Carey Morgan (en), et Arthur Swanstone. Il est enregistré pour la première fois en disque 78 tours en février 1919 par George Beaver. Sa reprise en particulier par Sidney Bechet en fait un des standards de jazz de l'histoire du jazz.

## Historique
Les paroles de cette chanson de jazz blues-jazz Nouvelle-Orléans de l'ère du jazz évoquent divers sources de blues de la vie,.

## Reprises
Ce standard de jazz est repris avec succès par de nombreux interprètes, dont Louisiana Five (1919), Esther Walker (en) (1919), The Delta Rhythm Boys, Glenn Miller, Benny Carter, Bing Crosby, Sidney Bechet, Gunhild Carling... 

## Cinéma
- 2014 : Bullets Over Broadway (musical) (en), de Woody Allen (comédie musicale juke-box déclinée de son film Coups de feu sur Broadway, de 1994)[5].